# Цирк «Колумбия»
«Цирк „Колумбия“» (босн. Cirkus Columbia) — фильм-драма (2010) боснийского режиссёра Даниса Тановича.
Премия Золотой апельсин на МКФ в Анталии (2010).
Представлен на 67 Венецианском кинофестивале, а также на открытии Триестского кинофестиваля в 2011 г.
Официально выдвигался от Боснии и Герцеговины на соискание премии «Оскар» за 2010 год в категории «Лучший зарубежный фильм», но не вошёл в финальную пятёрку номинантов.

## Сюжет
Герой фильма, 40-летний хорват Дивко, возвращается в родной город в Боснии из Германии, куда он бежал полжизни назад из социалистической Югославии, чтобы уклониться от военного призыва. Теперь он разбогател, обзавёлся роскошным «Мерседесом» и молоденькой любовницей Азрой. Цель Дивко — оформить развод с женой, с которой он не поддерживал контактов с момента своего бегства, вернуть семейный дом и начать новую жизнь с Азрой. С собой он привозит чёрного кота, которого считает своим талисманом (после находки кота его жизнь пошла в гору). Новый мэр города, хорватский националист и его давний друг, помогает ему вернуть в собственность его дом, а бывшую жену Люцию и сына Мартина вышвыривают на улицу (позднее их поселяют в обшарпанной квартире). Мэр ведёт активный передел собственности, а его громилы избивают прежнего мэра-коммуниста, когда тот пытается протестовать.
Однако дальше всё идёт не так, как задумывал (или обещал) Дивко. У него просыпаются отцовские чувства к Мартину, которого он пытается привлечь на свою сторону. Азра, в свою очередь, вовсе не рада ностальгии Дивко по прежней семье. Между ней и Мартином завязывается роман. Наконец, у Мартина и Люции, хотя они хорваты — немало друзей среди бывших коммунистических функционеров и сербов-военных (включая сожителя Люции, капитана югославской армии). Конфликт из-за собственности в городе неминуемо ведёт к вооружённому противостоянию между сторонниками мэра (хорватскими националистами) и военными (среди которых преобладают сербы), и Мартин должен выбрать, на чьей он стороне.
Цирк «Колумбия» — название загородного парка аттракционов, где происходит примирение Дивко и Люции, в то время, как остальные члены семьи пытаются бежать от наступающей войны в Германию.

## В ролях
- Мики Манойлович — Дивко
- Мира Фурлан — Люция, жена Дивко
- Борис Лер — Мартин, сын Дивко
- Елена Ступлянин — Азра, любовница Дивко, затем Мартина
- Милан Штрлич — Ранко, мэр
- Марио Кнезович — Пивац
- Эрмин Браво — Анте Гудель